# РоГоПаГ
«РоГоПаГ» (итал. Ro.Go.Pa.G.) — кинофильм, состоящий из четырёх отдельных короткометражных фильмов, каждый из которых снят одним из четырёх режиссёров: итальянцами Росселлини, Пазолини и Грегоретти, а также французом Годаром.

## Сюжет

### Целомудрие
Во фрагменте «Целомудрие» (итал. Illibatezza) Роберто Росселлини красивая стюардесса привлекает навязчивое внимание подвыпившего американца. Случайно они останавливаются в одном и том же отеле. Дома у неё есть жених, которому она посылает видеозаписи, сделанные портативной кинокамерой.
В ролях:
- Розанна Скьяффино — Анна Мария
- Брюс Балабан — Джо

### Новый мир
Жан-Люк Годар, единственный из четверых французский режиссёр, снял фрагмент «Новый мир» (итал. Il Nuovo mondo). В нём показана молодая влюблённая пара в Париже. Внезапно происходит апокалиптический ядерный взрыв в небе над городом, названный газетами безвредным. В итоге пост-апокалиптический мир мало чем внешне отличается от предыдущего, перемены происходят только в людях, которые поглощают большое количество таблеток, действуют против логики и становятся механизированными в мышлении. Главный герой, опасаясь самому стать вскоре таким же вследствие глобальных перемен, происходящих после взрыва, записывает свои наблюдения и мысли в тетради.
В ролях:
- Жан-Марк Бори — муж
- Александра Стюарт — Александра

### Овечий сыр
Действие фрагмента Пьера Паоло Пазолини «Овечий сыр» (итал. La Ricotta) происходит на киносъёмках сцен распятия Христа. Бедняк — актёр в массовке, исполняющий роль второго вора (распятого вместе с Христом), отдаёт еду своей семье. После этого, весь съёмочный день мучимый чувством голода (его актёрский провиант крадёт дворняга), он наконец утоляет голод купленным по счастливой случайности овечьим сыром и хлебом. Заставшая его за трапезой съёмочная группа потешается над беднягой, подкидывая ему всё больше и больше пищи, заставляя оголодавшего обжираться себе на потеху. После этого, когда на съёмках он вынужден быть «распятым» на кресте, он испускает дух. В этом фильме Пазолини обличает современное общество — внешне христианское, но по сути лицемерное и ханжеское, готовое помочь бедняку лишь в том случае, если это доставляет удовольствие самим «благотворителям».
В ролях:
- Орсон Уэллс — режиссёр
- Марио Чиприани — Страччи
- Лаура Бетти — кинозвезда
- Эдмонда Альдини — другая звезда

### Вольный цыплёнок
«Вольный цыплёнок» (итал. Il Pollo ruspante) Уго Грегоретти затрагивает тему влияния рекламы и экономических стратегий на потребителей. Лектор с раком горла — старый специалист по бизнесу — делает доклад о потребителях и новых семантических условиях жизненной среды. Сатирической иллюстрацией доклада служит семейная пара с двумя детьми в автомобиле.
В ролях:
- Уго Тоньяцци — Тоньи
- Лиза Гастони — жена Тоньи